# Gederot
Le conseil régional de Gederot, en hébreu : מועצה אזורית גדרות, est situé à proximité d'Ashdod, Yavné et Guedera, dans le district centre en Israël. Sa population s'élève, en 2016, à 5 179 habitants.

## Liste des communautés
- Aseret (en)
- Gan HaDarom
- Kfar Aviv
- Kfar Mordechai (en)
- Meishar (en)
- Misgav Dov (en)
- Shdema (en)

## Source de la traduction
- (en) Cet article est partiellement ou en totalité issu de l’article de Wikipédia en anglais intitulé « Gederot Regional Council » (voir la liste des auteurs).